# Phygadeuon laevigator
Phygadeuon laevigator là một loài tò vò trong họ Ichneumonidae.